# Prétot-Vicquemare
Prétot-Vicquemare település Franciaországban, Seine-Maritime megyében. Lakosainak száma 229 fő (2022. január 1.). Prétot-Vicquemare Bénesville, Berville, Boudeville, Étalleville, Reuville és Saint-Laurent-en-Caux községekkel határos.

## Népesség
A település népességének változása:
| Lakosok száma | 190  | 205  | 216  | 224  | 230  | 237  | 234  | 232  | 229  |
|               | 2013 | 2015 | 2016 | 2017 | 2018 | 2019 | 2020 | 2021 | 2022 |